# Drachenreiter
Drachenreiter ist der Titel eines Fantasyromans der deutschen Autorin Cornelia Funke aus dem Jahr 1997. Das Buch errang unter dem Titel Dragon Rider im September 2004 den ersten Platz der New York Times Bestsellerliste und ist damit der dritte Bestseller von Cornelia Funke in den USA. Im Jahr 2020 wurde ein gleichnamiger Film von Tomer Eshed veröffentlicht.

## Inhalt und Handlung
Wie die meisten Bücher von Cornelia Funke spielt Drachenreiter an verschiedenen Schauplätzen der realen Welt, die jedoch um fantastische Elemente ergänzt ist. In Drachenreiter ist die Erde neben Menschen und Tieren von verschiedenen klassischen Fabelwesen bevölkert, von deren Existenz der Großteil der Menschheit aber nichts weiß. Die Hauptrolle von diesen spielen im Roman dabei die Silberdrachen – echsenähnliche, geflügelte, intelligente und grundsätzlich gutartige Lebewesen mit silbernen Schuppen. Sie schöpfen ihre Kraft aus dem Licht des Mondes und sind in der Lage, blaues Feuer zu speien, welches eine heilende Wirkung auf andere Lebewesen hat.
Im Roman sind diese Drachen durch die zunehmende Ausbreitung der Menschen über die Erde bereits nahezu ausgestorben; eine der letzten größeren Gruppen hat in einem schottischen Tal Zuflucht gefunden. Die Handlung des Romans beginnt damit, dass diese Drachen erfahren, dass die Menschen vorhaben, ihr Tal zu fluten (ohne dabei von ihrer Existenz zu wissen). Als die Drachen daraufhin beraten, was sie nun tun sollen, erzählt der Älteste von ihnen den anderen vom „Saum des Himmels“, einem Tal im Himalaya, in dem er selbst geboren wurde, das für die Menschen durch seine Lage kaum erreichbar ist und das schon lange von Drachen bevölkert und als Zufluchtsort genutzt wird.
Fast alle der Drachen im Tal sind skeptisch und halten den „Saum des Himmels“ für ein Märchen, doch einer von ihnen, der junge und unerfahrene Drache Lung, beschließt, sich auf den Weg zu machen und das Tal zu suchen. Begleitet wird er dabei nur vom Waldkoboldmädchen Schwefelfell, einer sehr misstrauischen und meist schlecht gelaunten, aber treuen Freundin von ihm.
Kurz nach ihrem Aufbruch treffen Lung und Schwefelfell in einer Stadt den einsamen Waisenjungen Ben, der ihnen hilft, in der Stadt nicht entdeckt zu werden. Zum Dank dafür erfüllt Lung ihm den Wunsch, mit ihm und Schwefelfell mitzukommen und so seiner Einsamkeit zu entfliehen.
Auf der Reise begegnen die drei neben vielen Fabelwesen dem Archäologie- und Geschichtsprofessor Barnabas Wiesengrund, der von der Existenz von Fabelwesen weiß und ihnen eine große Hilfe für ihre Reise wird, indem er ihnen von einem Dschinn erzählt, der ihnen zeigen kann, wie man den „Saum des Himmels“ findet, sowie von einer Drachenforscherin, die Lung mit ihrem Wissen über Drachen und deren Geschichte helfen kann. Gleichzeitig erfahren Lung und seine Begleiter Stück für Stück von einer großen Bedrohung: Der eigentliche Grund, warum fast alle noch lebenden Drachen sich im „Saum des Himmels“ versteckt haben, war die Flucht vor einem gefährlichen Ungeheuer, vor Nesselbrand dem Goldenen. Dabei handelt es sich um ein Drachen fressendes Wesen in Gestalt eines riesigen Drachen ohne Flügel mit einem nicht zerstörbaren goldenen Panzer, der von einem bösartigen und gierigen Alchemisten eigens dazu erschaffen wurde, Drachen für ihn zu jagen. Da sich die wenigen Silberdrachen, die seine Jagden überlebten, aber schließlich immer besser von ihm versteckten, fand Nesselbrand nach einiger Zeit keine Beute mehr, worüber er so zornig wurde, dass er fast all seine Diener und schließlich sogar seinen Schöpfer auffraß. Seitdem wartet er ungeduldig darauf, herauszufinden, wo sich die noch lebenden Drachen aufhalten.
Als Lung und seine Begleiter durch einen unglücklichen Zufall sehr nahe an Nesselbrands Behausung rasten, werden sie von einem goldgierigen Steinzwerg namens Kiesbart an ihn verraten. Daraufhin beauftragt er seinen letzten verbleibenden Diener, den ebenfalls vom Alchemisten erschaffenen Homunkulus Fliegenbein, Lung zu folgen und auszuspionieren, damit dieser Nesselbrand unwissentlich zum „Saum des Himmels“ führt.
Fliegenbein wird von Lungs Begleitern bereits kurz nach Beginn seiner Verfolgung entdeckt, es gelingt ihm aber sich Bens und Lungs Vertrauen zu erwerben. Durch Bens Freundlichkeit ihm gegenüber macht er aber schließlich einen Sinneswandel durch: Er beschließt, Nesselbrand zu verraten, um zu verhindern, dass dieser Ben frisst. Später gesteht er Lung und seinen Begleitern auch seine Vergangenheit und erklärt sich bereit, sie künftig als Doppelagent zu unterstützen.
Durch die Hilfe des Dschinns und der Drachenforscherin gelangen sie nach einiger Zeit in ein tibetisches Kloster, dessen Mönche von der Existenz von Fabelwesen wissen und Drachen als Glücksbringer verehren. Mit deren Hilfe treffen sie dort auf die Dubidai, die mit den Drachen vom „Saum des Himmels“ befreundet sind und ihnen endlich den Weg dorthin zeigen können. Gleichzeitig erfahren sie von einer alten Legende über einen Drachenreiter, der vor langer Zeit lebte, aber eines Tages zurückkehren und den Drachen dabei helfen wird, den Goldenen zu besiegen. Offenbar scheint Ben diese Prophezeiung zu erfüllen.
Tatsächlich hat Nesselbrand Fliegenbeins Versuche, ihn zu täuschen, schnell durchschaut und Lung weiter verfolgt. Lung steht sowohl am Kloster als auch im Heimatdorf der Drachenforscherin vor der Entscheidung, umzukehren und seine Suche abzubrechen, da natürlich die Gefahr besteht, dass er den größten Feind der Drachen zu seiner Beute führt. Er stellt jedoch beide Male klar, dass er sein Ziel nicht aufgeben wird und sich auch nie mehr vor Nesselbrand verstecken, sondern gegen ihn kämpfen will, wenn es notwendig ist.
So erreichen am Ende sowohl er als auch Nesselbrand den Saum des Himmels. Dort finden Lung und seine Begleiter jedoch einen Weg, seinen Panzer zu zerstören und es gelingt ihnen, Nesselbrand zu vernichten. Am Ende wird Ben von den Wiesengrunds adoptiert, während Lung mit der Drachin Maia in sein Heimattal zurückkehrt und so nun auch die anderen Drachen überzeugen kann, zum Saum des Himmels zu reisen.

## Hintergründe und Bezüge zum Volksglauben
Neben den bereits erwähnten Drachen, Waldkobolden und Steinzwergen treten in Drachenreiter noch zahllose weitere Fabelwesen auf. So rettet Lung Ben im Himalaya davor, vom Riesenvogel Rock an sein Junges verfüttert zu werden. Lung entgeht seinerseits bei einer Rast in Ägypten nur knapp der Vernichtung durch einen Basilisken. Weiterhin kommen in Drachenreiter Elfen, Feen, Trolle, Sandmänner, der Pegasus und eine Seeschlange vor oder werden zumindest erwähnt. Viele dieser Wesen sind typisch für weite Teile der Fantasyliteratur und die meisten treten auch so auf, wie man sie sich gemeinhin vorstellt. So sind Elfen kleine neckische und geflügelte Wesen, Drachen können Feuer spucken, Steinzwerge sind verrückt nach Schätzen etc. Zudem ist der Saum des Himmels vermutlich durch Shangri-La inspiriert oder spielt darauf an.
Die meisten Kapitel werden aus der Sicht eines der Fabelwesen erzählt. Dabei werden Menschen, insbesondere Europäer, grundsätzlich eher negativ dargestellt: Sie gelten als engstirnig, gierig und respektlos der Natur gegenüber. Für alle Fabelwesen scheint eine friedliche Koexistenz mit den Menschen unmöglich; sie müssen befürchten, von den Menschen entweder ohne Respekt für ihre Lebensweise und Intelligenz in Zoos oder Museen zu Sensationen gemacht zu werden oder, im Fall größerer und stärkerer Lebewesen wie Drachen oder der Seeschlange, gefürchtet und gejagt zu werden. All dies wird bereits zu Beginn durch die Zerstörung des Lebensraums der Drachen deutlich und wird immer wieder thematisiert. Einzelne Figuren verkörpern diesen Aspekt besonders deutlich, vor allem der Forscher Professor Schwertling, ein Kollege Professor Wiesengrunds, der Schwefelfell zufällig fängt und kurzzeitig einsperrt. Er verschließt sich jedoch strikt dagegen zu glauben, dass Schwefelfell ein Kobold sein soll oder dass Fabelwesen überhaupt existieren, und wirft Wiesengrund konsequent vor, sich durch seinen Glauben an solche lächerlich zu machen.
Andererseits treffen Lung und seine Begleiter auch immer wieder auf Menschen, die sich diesbezüglich positiv von ihren Artgenossen abheben. Beispiele dafür sind natürlich vor allem Ben, die Drachenforscherin und Professor Wiesengrund, ebenso dessen gesamte Familie. Auch die Mönche im tibetischen Kloster weisen eine komplett andere Einstellung zu Fabelwesen auf. Dies wird insbesondere bei Lungs Ankunft dort deutlich: Er wird von den Mönchen geradezu verehrt; sie glauben, dass seine Ankunft Glück für das Kloster bedeutet.
Dieser Umstand ist dabei keine reine Fiktion der Autorin, sondern gründet darauf, dass Drachen tatsächlich in den Mythologien und im Volksglauben vieler östlicher Kulturen als Glückssymbole gelten. In der westlichen Welt haben sie dagegen meist eine bösartige und zerstörerische Rolle inne und treten dementsprechend auch in weiten Teilen westlicher Literatur auf. Drachenreiter ist eine Ausnahme mit seinen gutartigen Silberdrachen, deren Feuer nicht zerstörerisch ist und Heilkräfte besitzt.

## Sprache und Stil
Wie in fast all ihren Romanen bedient sich Funke in Drachenreiter eines leicht lesbaren Schreibstils mit vielen einfachen Metaphern und verleiht fast all ihren Figuren zumindest einen Ansatz von humorvollem Unterton und Schlagfertigkeit. Dadurch liest sich das Buch durchgehend leicht und unterhaltsam. Weiterhin wechselt sie in fast jedem Kapitel, teilweise sogar innerhalb eines Kapitels, die Erzählperspektive. Die meiste Zeit wird direkt aus der Sicht einer Romanfigur berichtet – in Drachenreiter sind dies fast immer Lung, Ben oder Fliegenbein, gelegentlich auch Kiesbart oder, noch seltener, Nesselbrand – gelegentlich tritt aber auch eine auktoriale Erzählsituation auf.
Durch diese ständigen Wechsel hat der Leser immer einen sehr viel tieferen Einblick in das Geschehen als alle der auftretenden Figuren. So wird beispielsweise bereits im neunten der über fünfzig Kapitel aus Fliegenbeins Perspektive erzählt, wie Kiesbart Lung an Nesselbrand verrät. Dadurch weiß der Leser von dem gefährlichen Feind der Reisenden und dessen Zielen, lange bevor diese davon etwas mitbekommen.

## Adaptionen
Mitte Oktober 2020 erschien die Computeranimationsverfilmung Drachenreiter ein Computeranimationsfilm in den deutschen Kinos.
Aus dem 448-seitigen Roman wurde vom „Jungen Theater Bonn“ ein zweistündiges Theaterstück gemacht, das seine Premiere am 2. September 2005 erlebte. Seit 2007 läuft die Produktion im Berliner Admiralspalast.
Zu Weihnachten 2013 sendete der SWR eine dreiteilige Hörspiel-Bearbeitung im Programm SWR2.
Am 22. Juni 2018 wurde der Drachenreiter im Theater Lübeck als Kinder- und Jugendoper (in zwölf Bildern) uraufgeführt.

## Fortsetzungen
Am 26. September 2016 erschien die Fortsetzung „Die Feder eines Greifs“ im Dressler-Verlag. Im Oktober 2021 erschien die zweite Fortsetzung „Der Fluch der Aurelia“.
Am 20. Oktober 2017 erschien in Funkes eigenem Hörspiel-Label Atmende Bücher mit „Drachenreiter – Die Vulkan-Mission“ ein Spin-off als exklusives Hörspiel, produziert von German Wahnsinn.

## Auszeichnungen
- 1998: Ausgezeichnet mit der „11. Kalbacher Klapperschlange“